# Такеши Аоки
Такеши Аоки (јап. 青木 剛; 28. септембар 1982) јапански је фудбалер.

## Каријера
Током каријере је играо за Кашима Антлерс, Саган Тосу и многе друге клубове.

## Репрезентација
За репрезентацију Јапана дебитовао је 2008. године. За тај тим је одиграо 2 утакмице.

## Статистика
| Јапан  | Јапан   | Јапан  |
| Година | Наступи | Голови |
| ------ | ------- | ------ |
| 2008.  | 1       | 0      |
| 2009.  | 1       | 0      |
| Укупно | 2       | 0      |